# Haplochromis chlorochrous
 Haplochromis chlorochrous és una espècie de peix d'aigua dolça africà de la família dels cíclids i de l'ordre dels perciformes. Va ser descrit per Peter Humphry Greenwood i John Michael Gee el 1969.

## Morfologia
Els adults poden assolir els 12 cm de longitud total.

## Distribució geogràfica
Es troba al llac Victòria (Àfrica oriental).